# Lady Be Good (avion)
Pour les articles homonymes, voir Lady Be Good (homonymie).
Le Lady Be Good est un Consolidated B-24 Liberator de l'United States Army Air Forces (USAAF) qui a disparu sans laisser de traces lors de sa première mission de combat au cours de la Seconde Guerre mondiale. L'appareil s'est vraisemblablement perdu avec son équipage de neuf personnes en mer Méditerranée alors qu'il rentre à sa base en Libye à la suite d'un raid sur Naples le 4 avril 1943. L'épave n'est découverte qu'accidentellement le 9 novembre 1958 à 710 kilomètres dans une zone particulièrement hostile du désert libyen, la mer de sable de Calanshio,  par une équipe de prospection pétrolière de BP.
Les différentes enquêtes aboutissent à la conclusion que l'équipage, peu expérimenté, n'avait pas réalisé qu'il avait dépassé sa base aérienne à cause d'une tempête de sable. Après avoir poursuivi son vol vers le sud dans le désert pendant de nombreuses heures, lorsque le carburant de l'avion s'est épuisé, l'équipage a quitté l'avion en parachute pour tenter de rejoindre leur base. Les survivants sont ensuite morts dans le désert.
Tous les restes de l'équipage, sauf un, ont été retrouvés entre février et août 1960. Le fuselage du Lady Be Good est récupéré en août 1994.

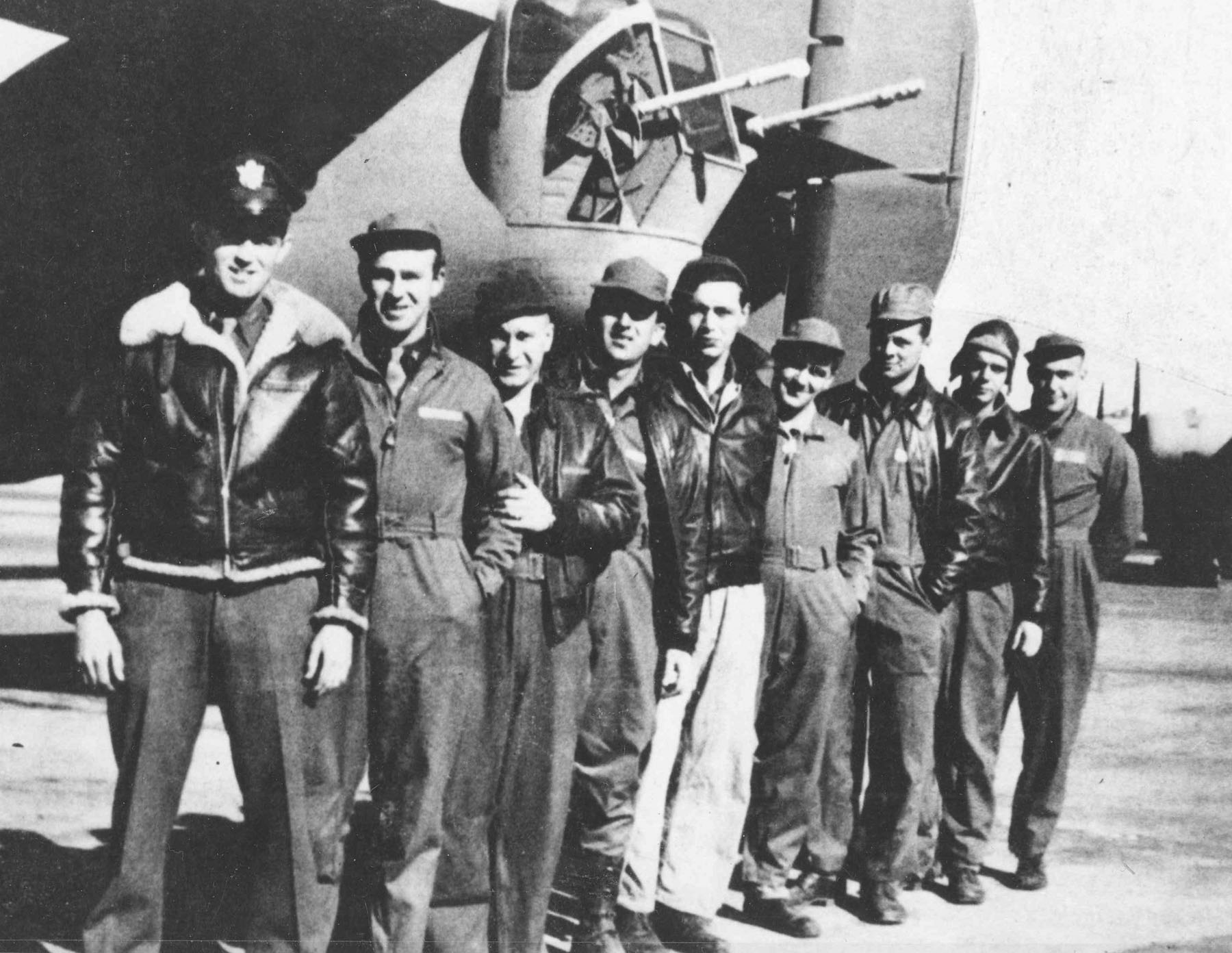
Équipage du Lady Be Good.
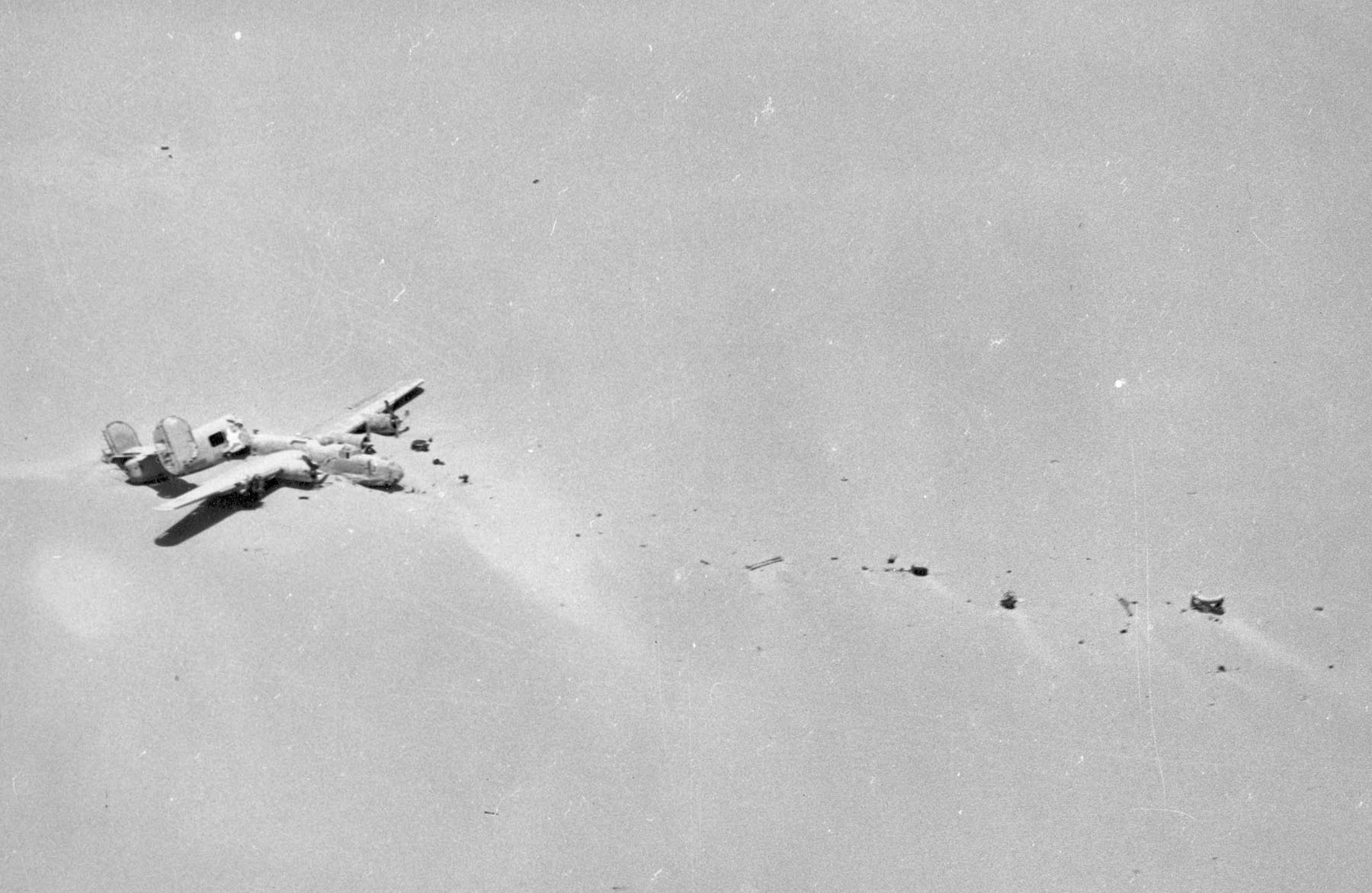
Vue aérienne du lieu du crash.
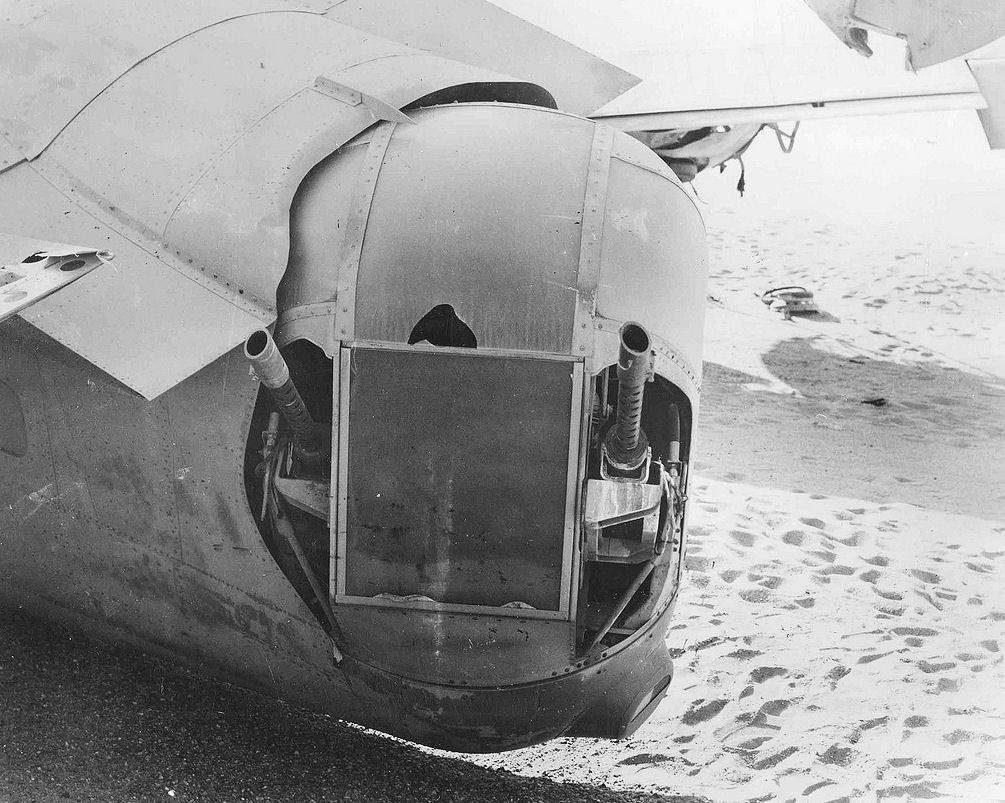
Tourelle arrière.
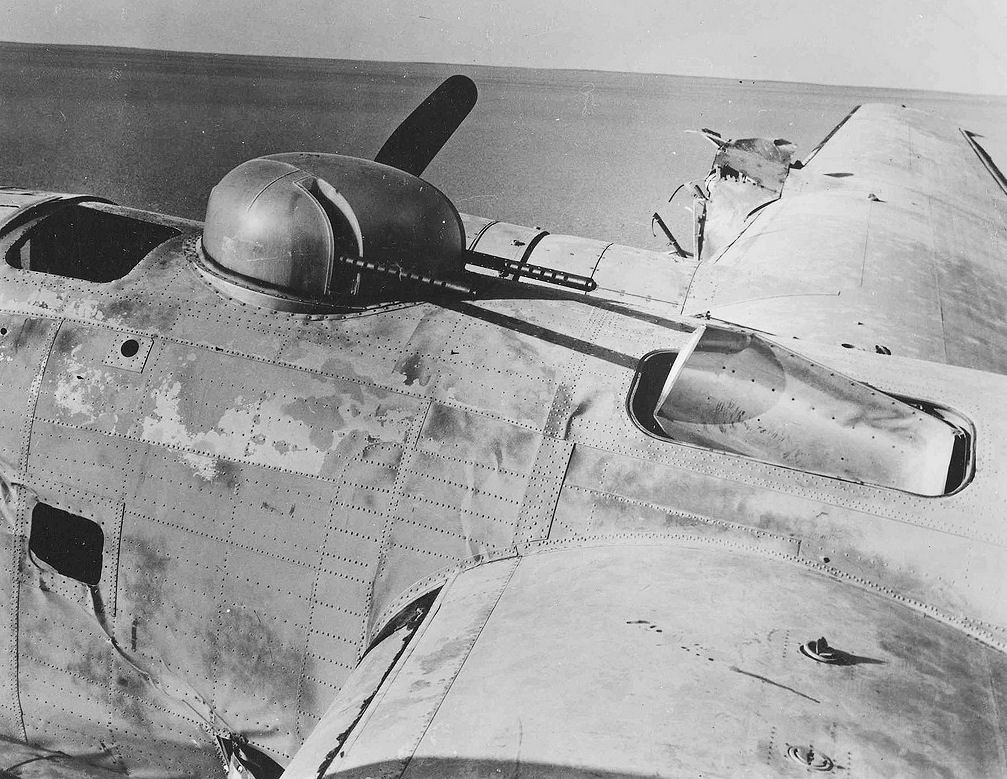
Tourelle supérieur.
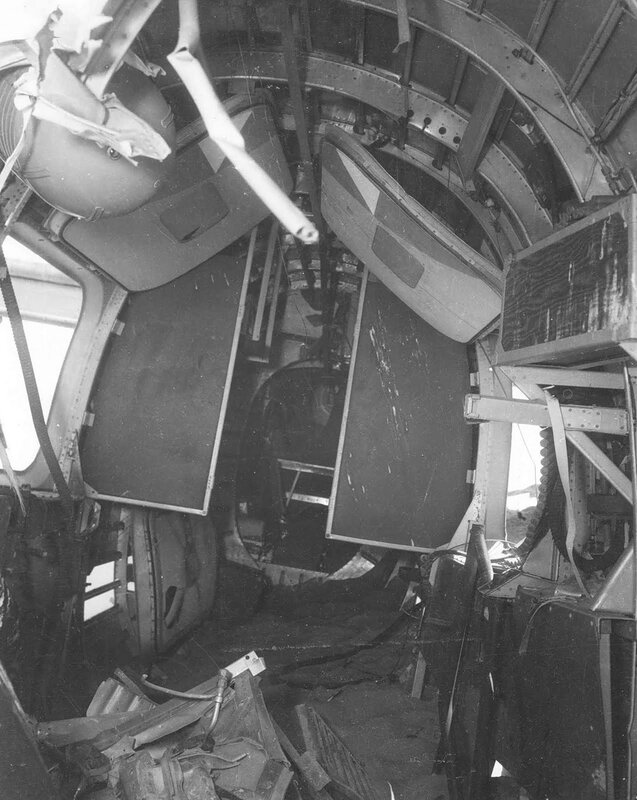
Vue intérieur du fuselage.
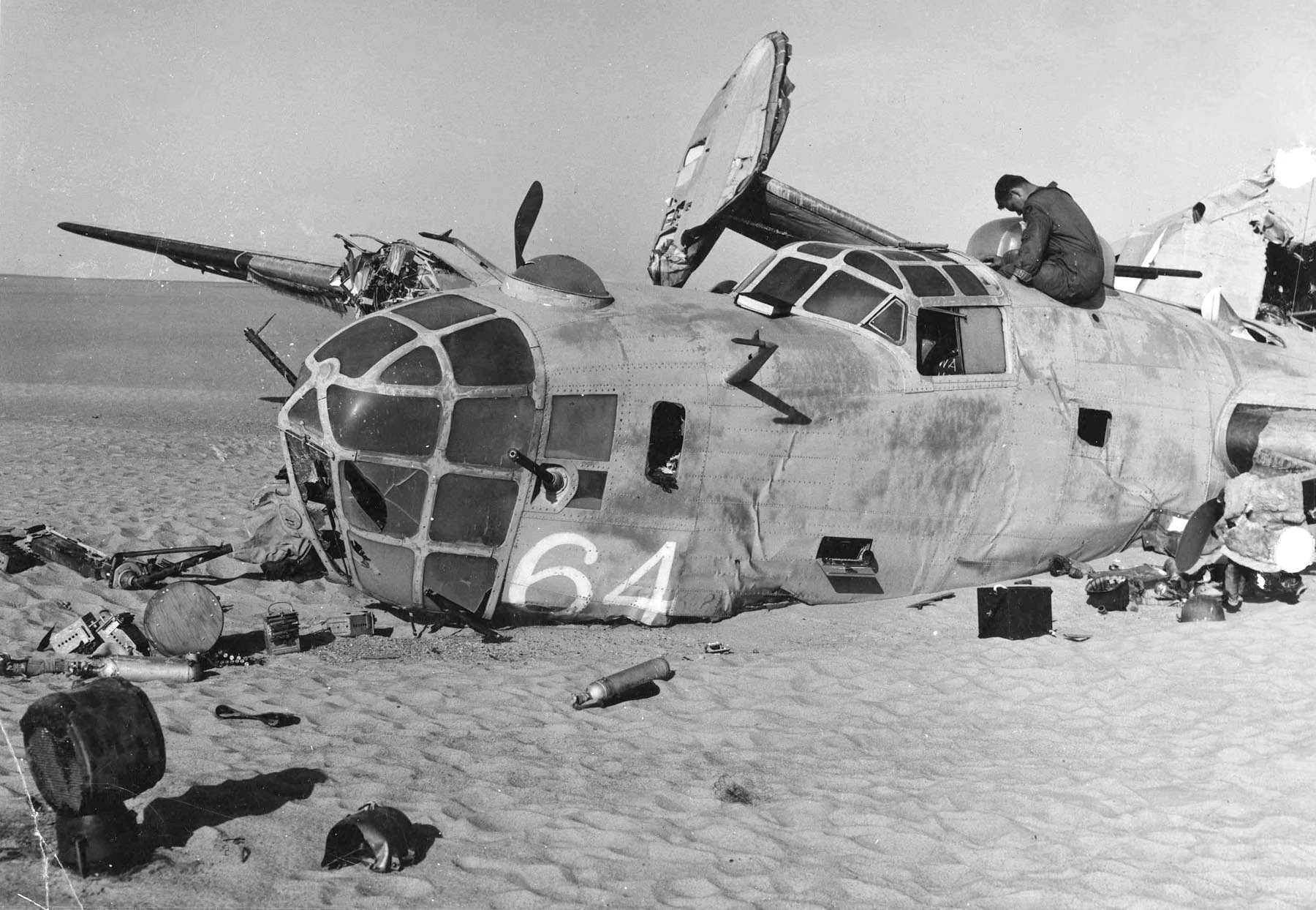
Vue de l'avant du fuselage de l'avion.